# Eugene Belisle
Eugene Louis Belisle (ur. 13 stycznia 1899 w Bakersfield w  Kalifornii, zm. 10 czerwca 1983 w Hartford, Connecticut) – amerykański wioślarz, olimpijczyk.
Reprezentował Stany Zjednoczone we wioślarstwie w konkursie wyścigu czwórek ze sternikiem na Letnich Igrzyskach Olimpijskich 1928, które odbyły się w Amsterdamie. W skład drużyny wchodziło jeszcze czterech zawodników: James Lawrence, James Hubbard, Charles Mason i Allerton Cushman. W pierwszej rundzie ukończyli konkurencję w czasie 7:20.0. W drugiej rundzie zakończyli trasę konkurencji z czasem 7:20.0. Nie dotarli do dalszych etapów rozgrywek.